# Амелингхаузен
Амелингхаузен (њем. Amelinghausen) општина је у њемачкој савезној држави Доња Саксонија. Једно је од 43 општинска средишта округа Линебург. Према процјени из 2010. у општини је живјело 3.785 становника. Посједује регионалну шифру (AGS) 3355002.

## Географија
Амелингхаузен се налази у савезној држави Доња Саксонија у округу Линебург. Општина се налази на надморској висини од 62 метра. Површина општине износи 27,3 km².

## Становништво
У самом мјесту је, према процјени из 2010. године, живјело 3.785 становника. Просјечна густина становништва износи 139 становника/km².